# Skogs socken, Hälsingland
Skogs socken i Hälsingland är sedan 1971 en del av Söderhamns och Ockelbo kommuner, från 2016 inom Skogs distrikt respektive Lingbo distrikt.
Socknens areal är 467,97 kvadratkilometer, varav 405,47 land. År 1993 fanns här 1 851 invånare. Tätorten och kyrkbyn Skog med sockenkyrkan Skogs kyrka samt tätorten Lingbo med Lingbo kyrka ligger i denna socken.

## Administrativ historik
Skogs socken bildades 1324 genom en utbrytning ur Hanebo socken under namnet Bergviks socken och fick sedan senast under tidigt  1500-tal sitt nuvarande namn. 
Vid kommunreformen 1862 övergick socknens ansvar för de kyrkliga frågorna till Skogs församling och för de borgerliga frågorna bildades Skogs landskommun. Ur församlingen utbröts 1917 Lingbo församling. 1971 uppgick landskommunen till Söderhamns kommun förutom Lingbodelen som övergick till Ockelbo kommun.
1 januari 2016 inrättades distrikten Skog och Lingbo, med samma omfattning som motsvarande församlingar hade 1999/2000 och fick 1917, och vari detta sockenområde ingår.
Socknen har tillhört fögderier, tingslag och domsagor enligt vad som beskrivs i artikeln Hälsingland.  De indelta båtsmännen tillhörde Första Norrlands förstadels båtsmanskompani.

## Geografi
Skogs socken ligger vid kusten och kring sjön Bergviken och med Ödmorden i väster, där Storberget når 356 meter över havet. Socknen är en sjörik kuperad skogsbygd med odlingsbygd vid kusten och sjöarna.
Socknen genomkorsas i öster av europaväg 4, riksväg 83 samt Ostkustbanan. 
I socknen återfinns Tönnebro värdshus i sydost, Själstuga i öster samt invid kusten, Stråtjära, Sunnäs och Sunnäsbruk. I väster genomkorsas socknen av länsväg 272  samt av Norra stambanan. Här ligger orterna Holmsveden, Storsjön samt Härnebosjön. 

### Geografisk avgränsning
Socknen avgränsas i väster av Hanebo socken i Bollnäs kommun. I sydväst ligger Lingbo församling, numera i Ockelbo kommun. I söder gränsar församlingen mot Ockelbo socken samt Hamrånge socken, den senare i Gävle kommun.
I norr gränsar församlingen till Söderala socken samt till Ljusne socken.

## Fornlämningar
Från stenåldern finns lösfynd och från bronsåldern ett tiotal gravrösen. I Skogs kyrka påträffades 1912 1200-tals bonaden Skogbonaden.

Skogs sockenvapen (tinktur okänd).

## Namnet
Namnet (1531 Skoxskirkä) kommer från kyrkan och syftar på Ödmården.

## Befolkningsutveckling
| Befolkningsutvecklingen i Skogs socken, Hälsingland 1750–1990                                                                        | Befolkningsutvecklingen i Skogs socken, Hälsingland 1750–1990 | Befolkningsutvecklingen i Skogs socken, Hälsingland 1750–1990 | Befolkningsutvecklingen i Skogs socken, Hälsingland 1750–1990 | Befolkningsutvecklingen i Skogs socken, Hälsingland 1750–1990 |
| --- | ------------------------------------------------------------- | ------------------------------------------------------------- | ------------------------------------------------------------- | ------------------------------------------------------------- |
| |                                                               |                                                               |                                                               |                                                               |
| År |                                                               |                                                               | Folkmängd                                                     |                                                               |
| 1750 | 1750                                                          |                                                               | 821                                                           |                                                               |
| 1760 | 1760                                                          |                                                               | 867                                                           |                                                               |
| 1769 | 1769                                                          |                                                               | 981                                                           |                                                               |
| 1780 | 1780                                                          |                                                               | 1 019                                                         |                                                               |
| 1790 | 1790                                                          |                                                               | 1 180                                                         |                                                               |
| 1800 | 1800                                                          |                                                               | 1 328                                                         |                                                               |
| 1810 | 1810                                                          |                                                               | 1 470                                                         |                                                               |
| 1820 | 1820                                                          |                                                               | 1 591                                                         |                                                               |
| 1830 | 1830                                                          |                                                               | 1 797                                                         |                                                               |
| 1840 | 1840                                                          |                                                               | 1 972                                                         |                                                               |
| 1850 | 1850                                                          |                                                               | 2 356                                                         |                                                               |
| 1860 | 1860                                                          |                                                               | 2 826                                                         |                                                               |
| 1870 | 1870                                                          |                                                               | 2 853                                                         |                                                               |
| 1880 | 1880                                                          |                                                               | 3 398                                                         |                                                               |
| 1890 | 1890                                                          |                                                               | 3 646                                                         |                                                               |
| 1900 | 1900                                                          |                                                               | 3 813                                                         |                                                               |
| 1910 | 1910                                                          |                                                               | 3 794                                                         |                                                               |
| 1920 | 1920                                                          |                                                               | 4 076                                                         |                                                               |
| 1930 | 1930                                                          |                                                               | 3 901                                                         |                                                               |
| 1940 | 1940                                                          |                                                               | 3 578                                                         |                                                               |
| 1950 | 1950                                                          |                                                               | 3 178                                                         |                                                               |
| 1960 | 1960                                                          |                                                               | 2 762                                                         |                                                               |
| 1970 | 1970                                                          |                                                               | 2 111                                                         |                                                               |
| 1980 | 1980                                                          |                                                               | 1 935                                                         |                                                               |
| 1990 | 1990                                                          |                                                               | 1 796                                                         |                                                               |
| Anm: Tabellen inkluderar Lingbo. Källor: Umeå universitet - Tabellverket 1749-1859, Demografiska databasen, CEDAR, Umeå universitet. |                                                               |                                                               |                                                               |                                                               |

## Kända personer från bygden
- Carl Otto Ekström
- Ivar Johansson (regissör)
- Johan August Törnblom